# ران- دي أم سي
ران- دي أم سي هم كانوا فرقة هيب هوب أمريكية من 1983 حتى 2002 م.